# الویس برای همه!
«الویس برای همه!» آلبومی از هنرمند اهل ایالات متحده آمریکا الویس پرسلی است که در سال ۱۹۶۵ میلادی منتشر شد.